# Mamou (Cère)
Der Mamou (französisch: Ruisseau de Mamou) ist ein kleiner Fluss im französischen Zentralmassiv, der im Département Cantal der Region Auvergne-Rhône-Alpes nördlich der Stadt Aurillac verläuft.

## Geographie

### Verlauf
Der Mamou entspringt im nordwestlichen Gemeindegebiet von Polminhac, entwässert generell Richtung Südwest durch die Naturlandschaft des Carladès, erreicht den Großraum von Aurillac und mündet nach insgesamt rund 15 Kilometern im Gemeindegebiet von Arpajon-sur-Cère als rechter Nebenfluss in die Cère. Im Unterlauf quert der Mamou die Bahnstrecke Figeac–Arvant.

### Orte am Fluss
(Reihenfolge in Fließrichtung)
- Fabrègues, Gemeinde Polminhac
- Boussac, Gemeinde Saint-Simon
- Mamou Haut, Gemeinde Giou-de-Mamou
- Aurillac
- Arpajon-sur-Cère